# Marikuppa, Bangarapet
Marikuppa là một làng thuộc tehsil Bangarapet, huyện Kolar, bang Karnataka, Ấn Độ.